# SU-3
SU-3 (SU-76K) – radziecki niszczyciel czołgów wykorzystujący podwozie tankietki T-27 uzbrojony w działo bezodrzutowe K kalibru 76,2 mm.
W grudniu 1931 roku UMM RKKA (Uprawlienije Miechanizacji i Motorizacjii RKKA – Zarząd Mechanizacji i Motoryzacji Armii Czerwonej) ustalił ZTT na lekki niszczyciel czołgów wykorzystujący podwozie tankietki T-27. Miał on być uzbrojony w działo bezodrzutowe K, czyli czołgową wersję działa bezodrzutowego DRP-4 skonstruowanego przez L.W. Kurczewskiego.
Prototypowy pojazd powstał w 1933 roku, prawdopodobnie w Fabryce Artyleryjskiej Nr 7 w Leningradzie. Działo zostało wbudowane w kadłub tankietki sztywno, stąd celowanie odbywało się poprzez skręty całego wozu. Spod pancerza wystawało tylko zakończenie lufy i dysza wylotowa działa. Seryjne pojazdy miały być wyposażone w automat ładujący, ale nie wiadomo czy został on zainstalowany na prototypie, czy był tylko testowany na stanowisku badawczym. Działo było zasilane amunicją z łuskami samospalającymi i pociskami o masie około 4 kg.
Próby wykazały szereg wad zarówno pojazdu, jak i zastosowanego uzbrojenia. Podwozie tankietki okazało się zbyt ciasne i nie pozwalało na umieszczenie w pojeździe wystarczającej jednostki ognia, zbyt mała była też moc silnika. Działo zaś miało niskie właściwości balistyczne. Prędkość początkowa pocisku wynosiła zaledwie 300 m/s co sprawiało, że przebijalność pancerza nawet na niewielkich dystansach nie przekraczała 25–30 mm, a donośność maksymalna wynosiła ok. 4000 m. Dodatkowo duży płomień wylotowy i tumany kurzu wzbijane przy wystrzale demaskowały stanowisko pojazdu. Jeszcze większe problemy sprawiała amunicja, a zwłaszcza samospalające się łuski z nitrotkaniny. Okazały się one podatne na uszkodzenia mechaniczne, a dodatkowo często nie spalały się całkowicie i ich pozostałości zatrzymywały się w przewodzie lufy co doprowadzało do rozerwania jej przewodu przy następnym strzale. Także automat ładowania zawodził czasami podając dwa naboje jednocześnie co także powodowało rozerwanie lufy.
SU-3 przeszedł próby poligonowe, ale został odrzucony przez RKKA po próbach wojskowych. Doświadczenia zdobyte przy konstruowaniu SU-3 zostały wykorzystane podczas projektowania działa samobieżnego SU-4 także uzbrojonego w działo bezodrzutowe K, ale wykorzystującego podwozie samochodu ciężarowego.